# Frankl József
Frankl József (Kiskunhalas, 1908. október 24. – Budapest, 1994. január 7.) orvos, bőrgyógyász, orvostörténész, költő, az orvostudományok kandidátusa.

## Élete
Frankl Áron (1880–1945) orvos, fogorvos és Holländer Borbála (1883–1945) fiaként született. Tanulmányait a pécsi Erzsébet Tudományegyetemen végezte, ahol 1932-ben nyerte el orvosi oklevelét. 1932 és 1937 között a Pécsi Bőrklinikán dolgozott Berde Károly mellett. 1937–1940-ben Ádám Lajos professzornál, majd a Szent István Kórház bőrgyógyászati osztályán működött.  A második világháború idején zsidó származása miatt munkaszolgálatot teljesített, majd rövidebb ideig a Budapesti Bőrklinikán dolgozott. 1946 és 1949 között a Pécsi Bőrklinikán volt tanársegéd Melczer Miklós mellett. 1947-ben A bőr és nemibetegségek újabb chemotherapiája című tárgykörből magántanári képesítést szerzett. 1949-től 1979. január 1-ig a Kaposvári Megyei Kórház Bőrgyógyászati Osztályát vezette. 1962-ben A lupus problémái a bőr tbc modern szemléletében című disszertációja alapján kandidátussá nyilvánították. A bőrbetegségek kemoterápiás kezelésével, a bőrtuberkulózis sebészi megoldásával és orvostörténelemmel foglalkozott. Elsőként írt hazánkban összefoglaló művet a penicillinről és annak alkalmazhatóságáról.
Irodalmi tevékenységet is kifejtett. Első verseinek gyűjteményét 1941-ben Budapesten adta ki Őszi hangulat címmel, majd egy évvel később megjelent következő verseskötete is Kettesben címmel, szintén Budapesten. 1946-ban Pécsett jelent meg a Játék az élet című drámai költeménye. Meséi somogyi lapok hasábjain jelentek meg előbb, majd több kötetben is, összegyűjtve. Martyn Ferenc rajzaival illusztráltan jelent meg 1974-ben mesegyűjteménye.
1982-ben a Magyar Izraeliták Országos Képviseletének dísztagjává választották.
Testvérei (Frankl Sándor és Frank Zoltán) szintén orvosok lettek.

## Főbb művei
- A kiújuló herpes röntgenkezelése (Budapest, 1943)
- A penicillin és gyakorlati alkalmazása. Előszóval ellátta Melczer Miklós. (Pécs, 1948)
- A lupus problémái a bőr-tbc modern szemléletében (Kaposvár, 1961)

### Irodalmi művei
- Őszi hangulat (Budapest, 1941)
- Kettesben (Budapest, 1942)
- Játék az élet (drámai költemény, Pécs, 1946)
- Mesék felnőtteknek (mesegyűjtemény, Kaposvár, 1974)